# Maximilian Munski
Maximilian Munski (født 10. januar 1988 i Lübeck, Vesttyskland) er en tysk tidligere roer og dobbelt europamester.
Munski vandt en sølvmedalje ved OL 2016 i Rio de Janeiro, som del af den tyske otter. Resten af besætningen bestod af Malte Jakschik, Andreas Kuffner, Eric Johannesen, Maximilian Reinelt, Felix Drahotta, Richard Schmidt, Hannes Ocik og styrmand Martin Sauer. Der deltog i alt syv både i konkurrencen, hvor Storbritannien vandt guld, mens Holland tog bronzemedaljerne.
Munski vandt desuden to EM-guldmedaljer i otter, i henholdsvis 2013 og 2015, og sikrede sig desuden to VM-sølvmedaljer i samme disciplin.

## OL-medaljer
- 2016:  Sølv i otter